# Colibacilose
Colibacilose é a designação dada a diversas patologias causadas por infecção do trato digestivo por uma estirpe patogênica de Escherichia coli. A infecção pode ocorrer a nível entérico local ou sistêmico. É uma patologia comum em múltiplas espécies animais, afetando diversos animais domésticos, com destaque para as aves de capoeira.